# Gorgora
Gorgora est une ville du nord-ouest de l'Éthiopie, située à une cinquantaine de kilomètres au sud de Gondar et au nord du Lac Tana, dans la zone de Semien Gondar de la région Amhara. La ville compte environ 5 000 habitants. Gorgora est le principal port de la rive nord du lac Tana, desservi par un ferry assurant la liaison avec Bahir Dar et plusieurs petites villes situées sur les rives du lac.

## Histoire
Les environs de Gorgora comptent deux monastères importants : Mandaba Medane Alem, fondé au XIVe siècle (à quelques kilomètres à l'ouest de la ville actuelle en suivant la côte) et Debre Sina (sans doute fondé à la même époque et dont certaines fresques remontent au XVIIe siècles), à une centaine de mètres du port de Gorgora.
Au XVIIe siècle, pendant le règne de l'empereur Susneyos, un site proche de l'actuelle Gorgora a accueilli pendant quelques années une église catholique, une résidence de jésuites appartenant à la Mission d'Ethiopie, un petit séminaire, construits à l'initiative du missionnaire Pedro Páez. L'influence de Páez avait conduit l'empereur Susneyos à se convertir au catholicisme.
Cependant la latinisation que tenta d'imposer le patriarche latin Afonso Mendès engendra des troubles graves qui conduisent finalement Susneyos à abdiquer en faveur de son fils Fasilides, lequel revient à l'orthodoxie en 1632. L'église est alors vraisemblablement abandonnée. Les ruines des bâtiments sont toujours visibles au début du XXIe siècle.
En 1936, les environs de Gorgora sont le théâtre d'affrontements particulièrement violents entre troupes italiennes et éthiopiennes. Après la conquête, l'Italie fasciste fait construire un monument sur une colline dominant la ville actuelle.